# Inyo National Forest

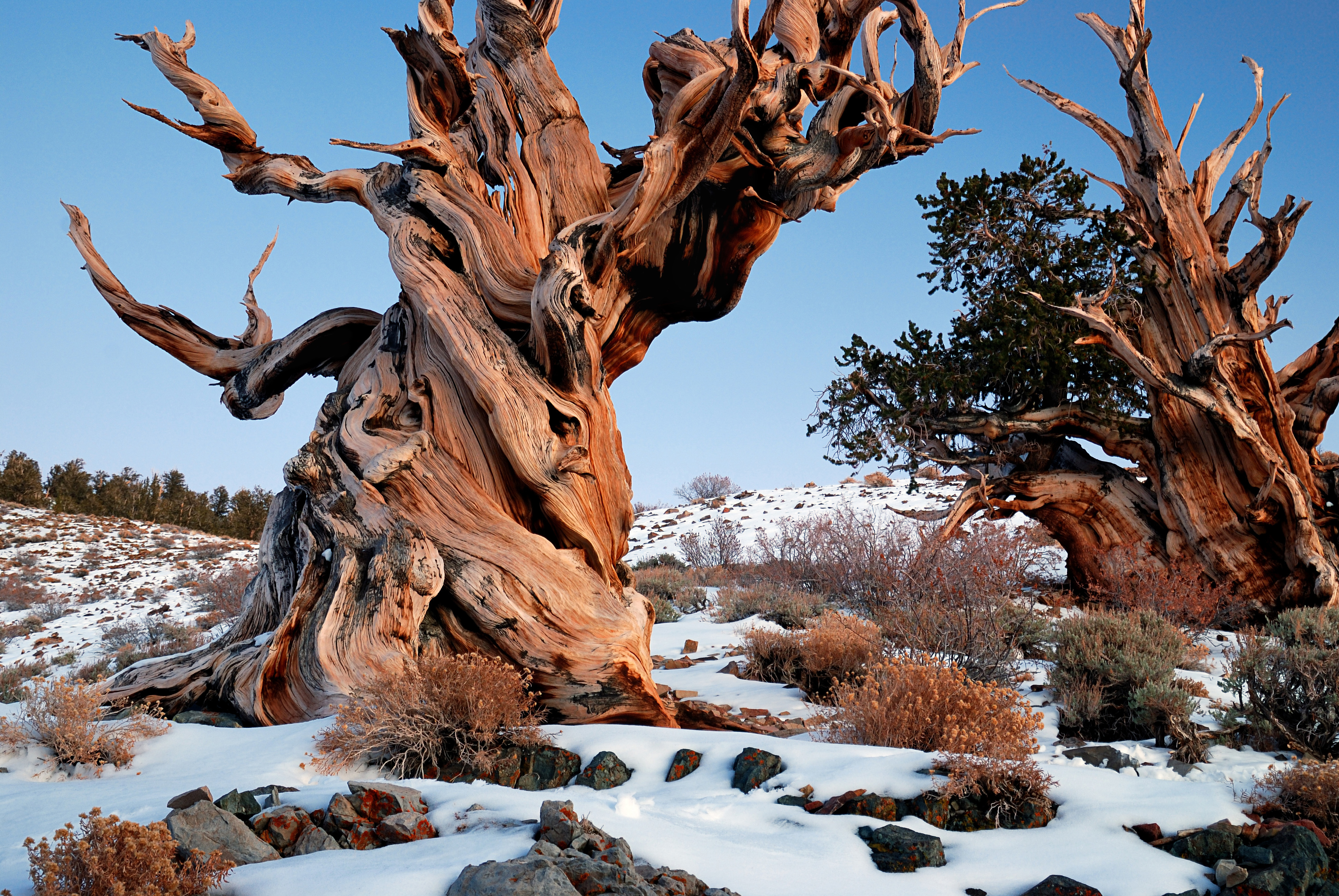
Oude bristlecone-dennen (Pinus longaeva), de oudste bomen ter wereld, in het Inyo National Forest.

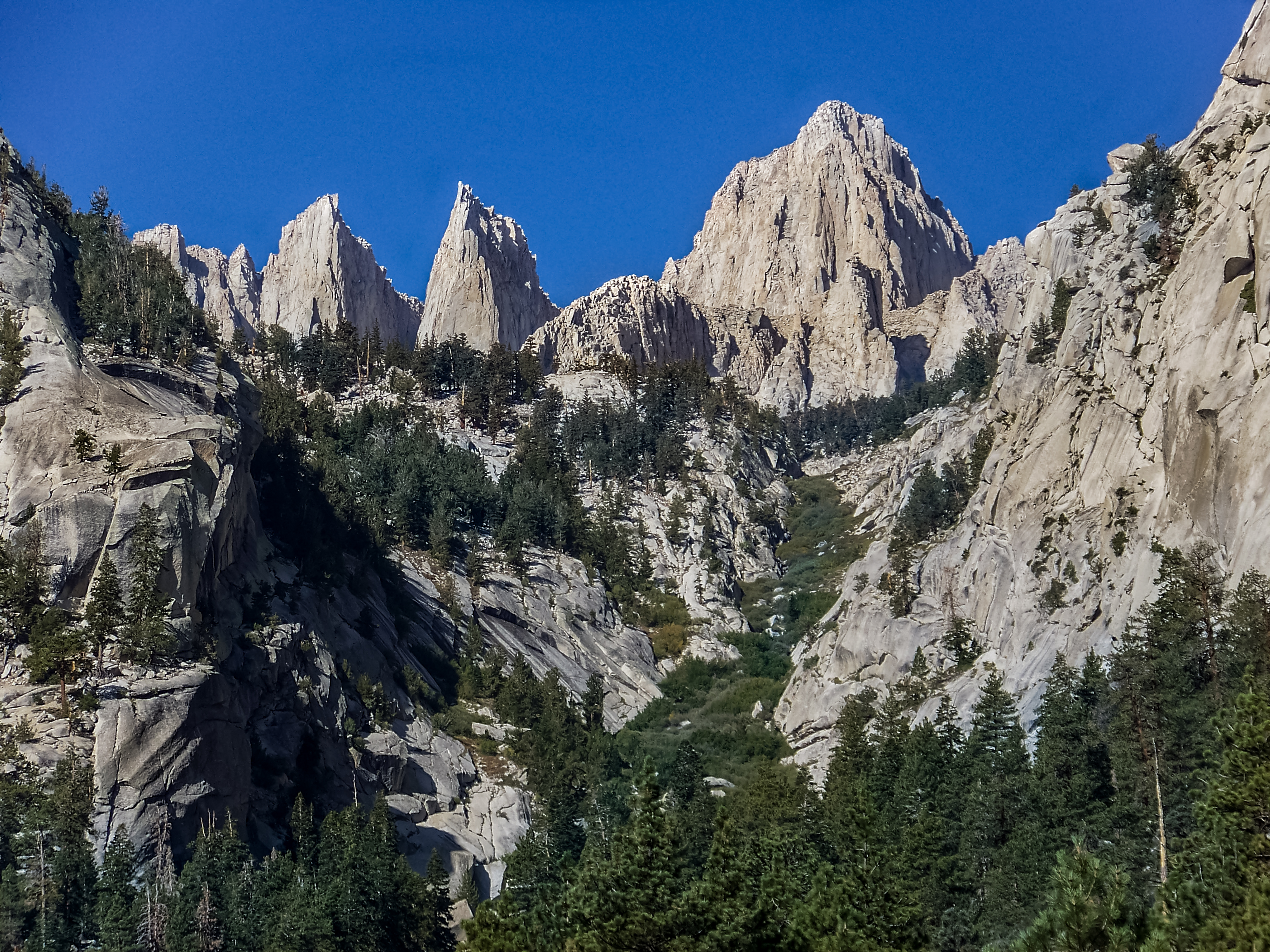
De oostelijke flanken van Mount Whitney liggen in het Inyo National Forest.

Het Inyo National Forest is een bosgebied in het Sierra Nevada-gebergte en de White Mountains in de Amerikaanse staten Californië en Nevada. Als National Forest valt het gebied onder het beheer van de United States Forest Service. Het lokale hoofdkwartier van de Forest Service bevindt zich in Bishop (Californië), met afdelingen in Lee Vining, Lone Pine en Mammoth Lakes. Inyo National Forest werd in 1907 opgericht.
Het 7.703 km² grote bosreservaat bestrijkt de steile oostelijke flanken van de Sierra Nevada vanaf Yosemite National Park en Mono Lake in het noorden tot aan Sequoia National Park in het zuiden. Het reservaat omvat ook grote delen van de White Mountains aan de overkant van de Owens Valley.
Binnen de grenzen van het natuurgebied ligt Mount Whitney, het hoogste punt van de aaneengesloten staten, Boundary Peak, het hoogste punt van Nevada, en een bos met de oudste bomen ter wereld (bristlecone-dennen). In het Inyo National Forest liggen verder (delen van) negen NWPS-wildernisgebieden.